# 蓋基 (科諾托普區)
蓋基（烏克蘭語：Гайки）是烏克蘭東北部的舊村，曾經由蘇梅州的科諾托普區負責管轄，處於小羅緬河的右岸，該城鎮距離小薩姆比爾2.5公里。